# 虛擬人生系列
《虛擬人生》系列是一個大富翁形式的電子遊戲系列。原先為英文版，經明日工作室洽談後同意合作製作。內容近似大宇資訊的《大富翁》系列，第一代由岡業資訊合作製作。第二、三代由明日工作室獨立製作，岡業資訊協助特效。第四代，明日工作室因財務問題，將全權交與娛樂通，並於2009年英特衛多媒體代理上市。之後又接續出了《新虛擬人生》，但評價已每況愈下。

## 內容
為棋盤式骰骰子遊戲，可擔任不同角色。過程不僅要與怪物對抗，還需要善用卡片、道具。角色的體力、愛情度、金錢等，皆是玩家需注意的地方。其實就是真實人生的縮影。過程中學歷是很重要的，證照、職業、技能也會影響角色未來命運。

### 遊戲特色
人生轉職系統
人們到了一定步數後即可以轉職，而轉職後會有不同技能。
星座系統
為第四代後(娛樂通)接續作品所擁有，每個星座都有獨特的戰鬥與地圖技能，已學習的技能玩家隨時能加以裝備。
卡片戰鬥
由魔法，卡片，武器三種卡片組成，並不能單以蠻力取勝。
小遊戲
此也為虛擬人生最大特色。永遠不知道自己會遇到什麼突發事情。
任務系統
接手任務，可以獲得報酬。

### 差異
第三代以前仍是大致保留原始遊戲介面，但後代將其畫風改變，在其遊戲上設計為適合小朋友的程度，最重要的職業系統被星座系統取代。
以往的事件格會影響主角未來發展，但在後代並沒特殊影響。連戰鬥打輸後就直接遊戲結束，引發前代玩家不滿。

## 相關參考
1. ↑  岡業-虛擬人生 （页面存档备份，存于）（繁體中文）
2. ↑  新虛擬人生 （页面存档备份，存于）（繁體中文）
3. ↑  虛擬人生1 （页面存档备份，存于）（繁體中文）
4. ↑  虛擬人生4 （页面存档备份，存于）（繁體中文）
5. ↑  百萬銷量經典系列 國產名作《虛擬人生4》即日歡樂上市 （页面存档备份，存于）（繁體中文）

- . 電腦玩家. 2003年11月, (148)  [2014-12-26]. （原始内容存档于2019-12-01） （中文（臺灣））.

## 外部連結
- （繁體中文）虛擬人生3 （页面存档备份，存于）
- （繁體中文）虛擬人生2 （页面存档备份，存于）
- （繁體中文）虛擬人生外傳 （页面存档备份，存于）
- 心得 虛擬人生 4 （页面存档备份，存于）
- 新聞虛擬人生4中文版即將由英特衛發行 （页面存档备份，存于）
- 虛擬人生3 介紹+心得